# Sommet du G20 de 2015
Le sommet du G20 de 2015 est la dixième réunion du Groupe des vingt. Il a lieu à Antalya en Turquie, les 15 et 16 novembre 2015.

## Participants

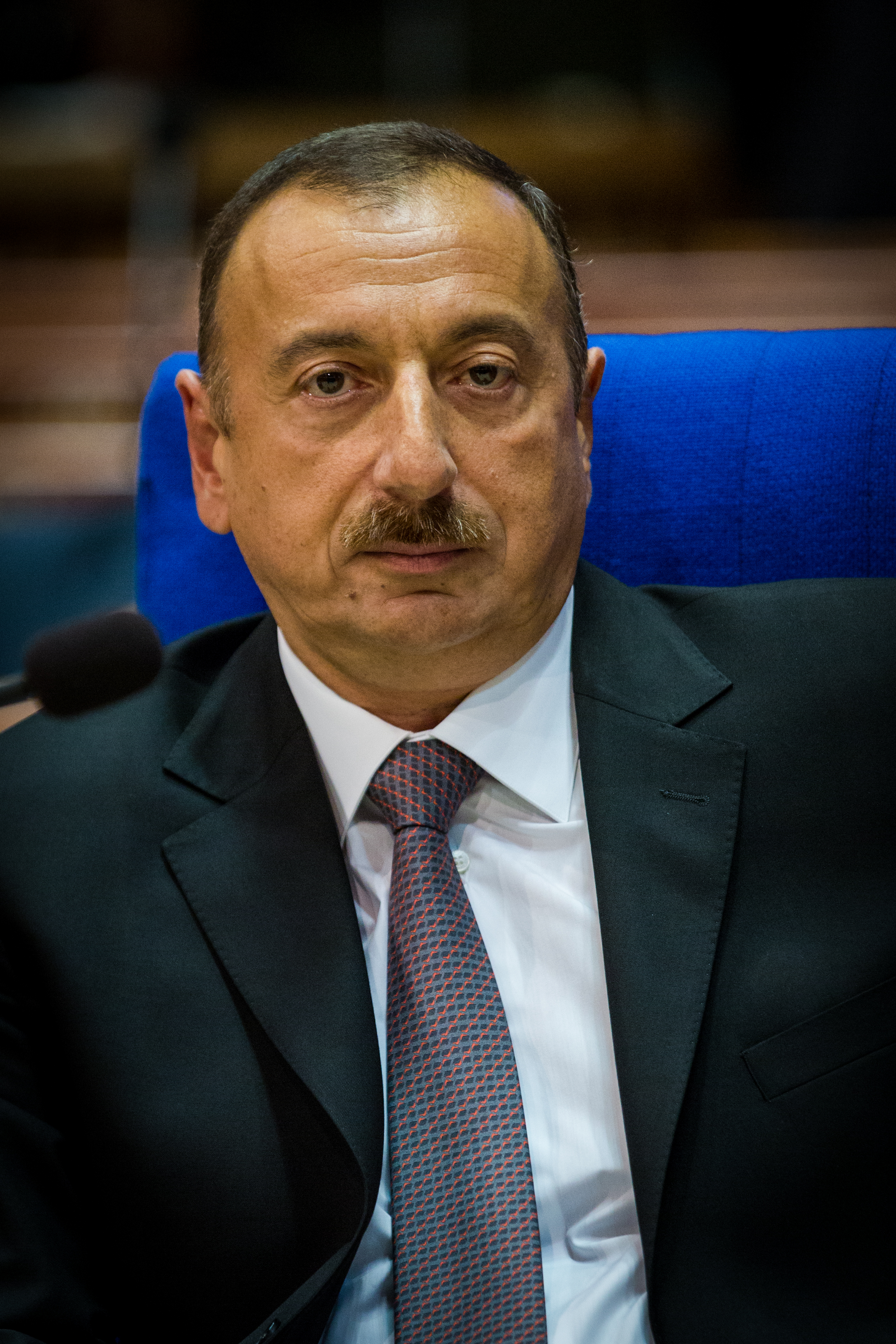
Azerbaïdjan Ilham Aliyev, Président
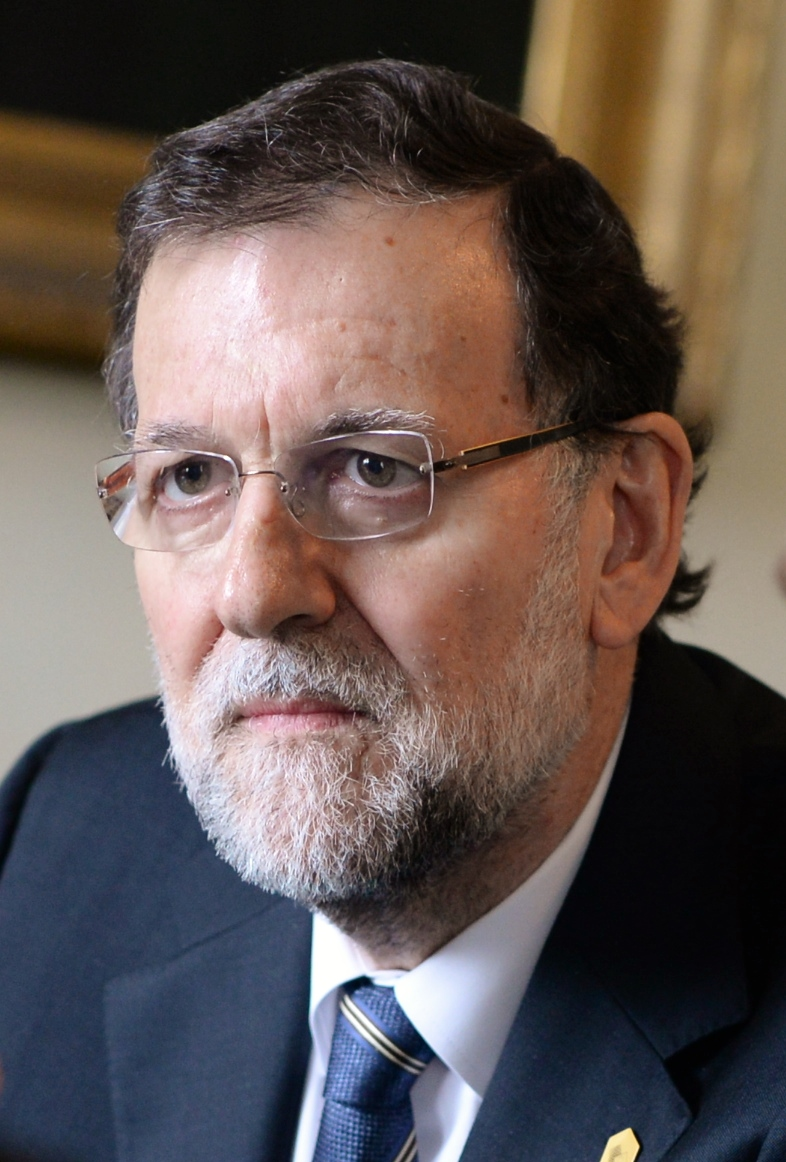
Espagne Mariano Rajoy, Président du gouvernement
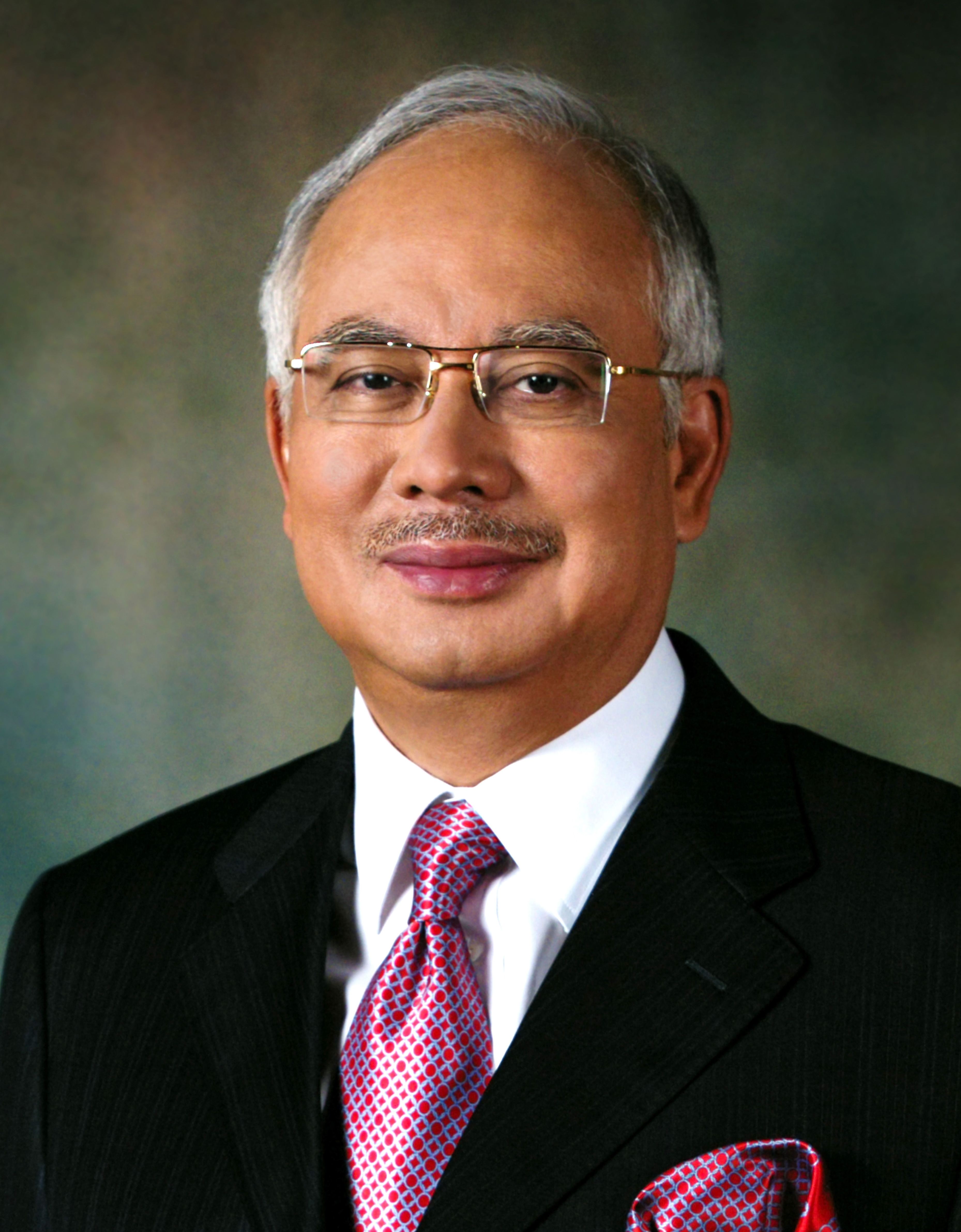
Malaisie Najib Razak, Premier ministre
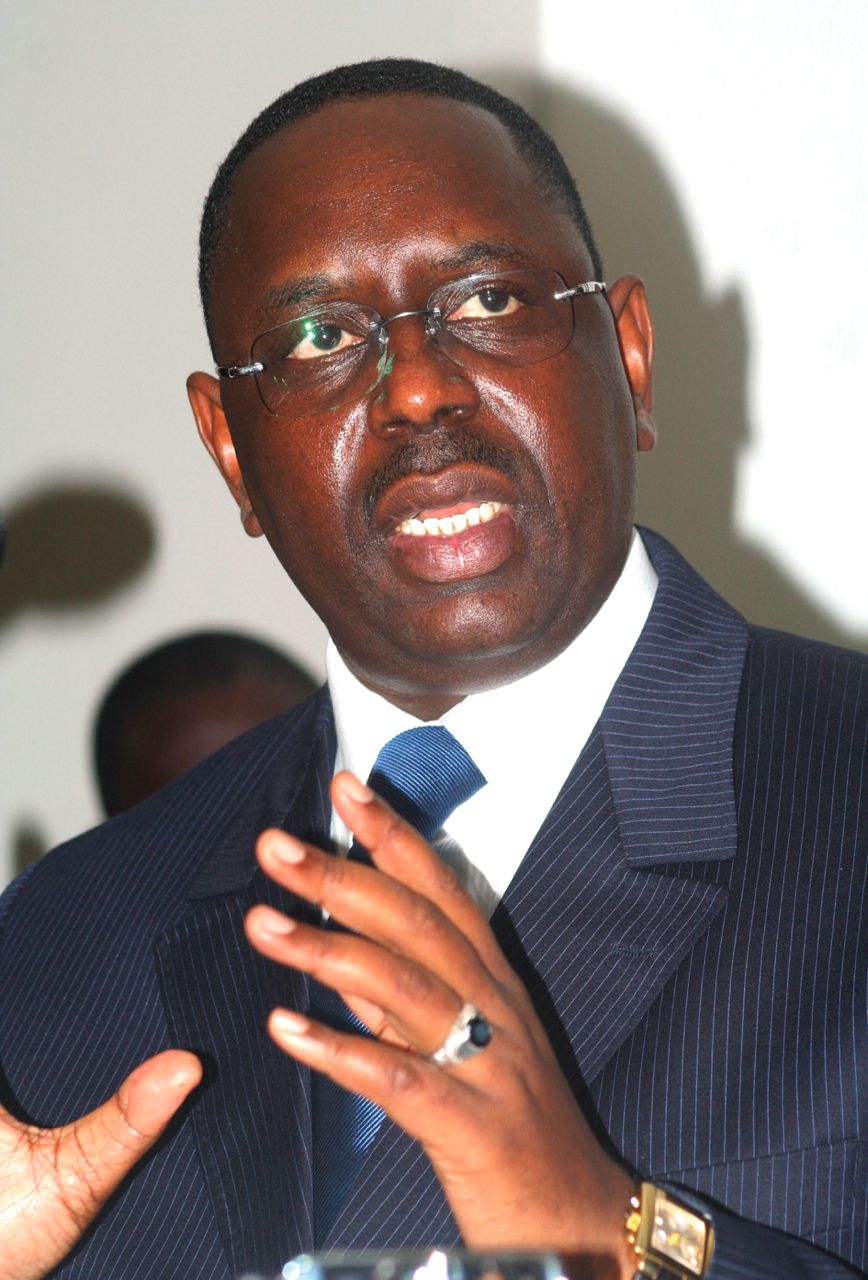
Sénégal Macky Sall, Président
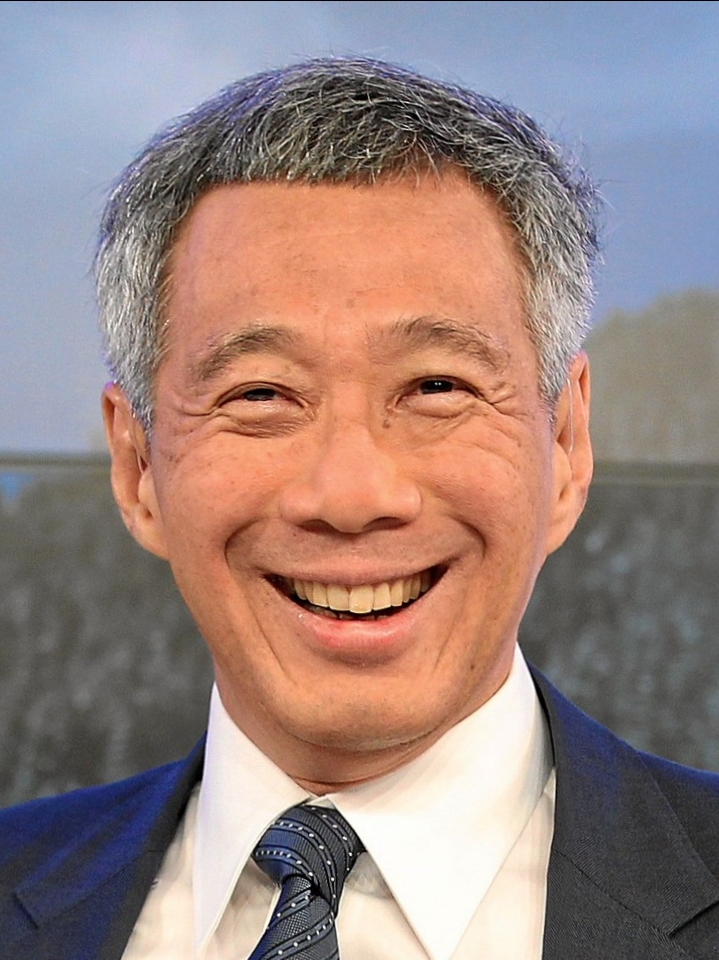
Singapour Lee Hsien Loong, Premier ministre
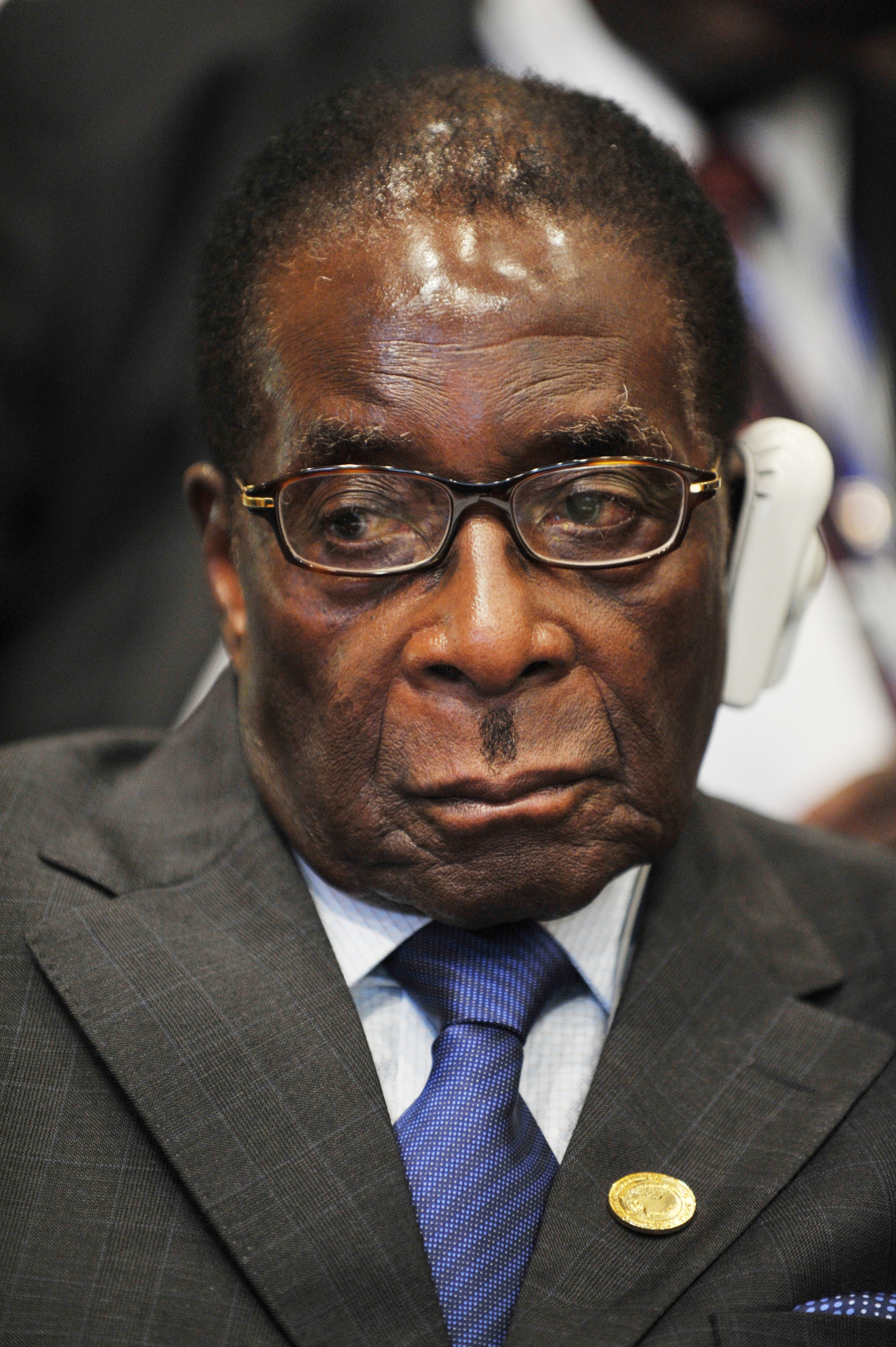
Zimbabwe Robert Mugabe, Président

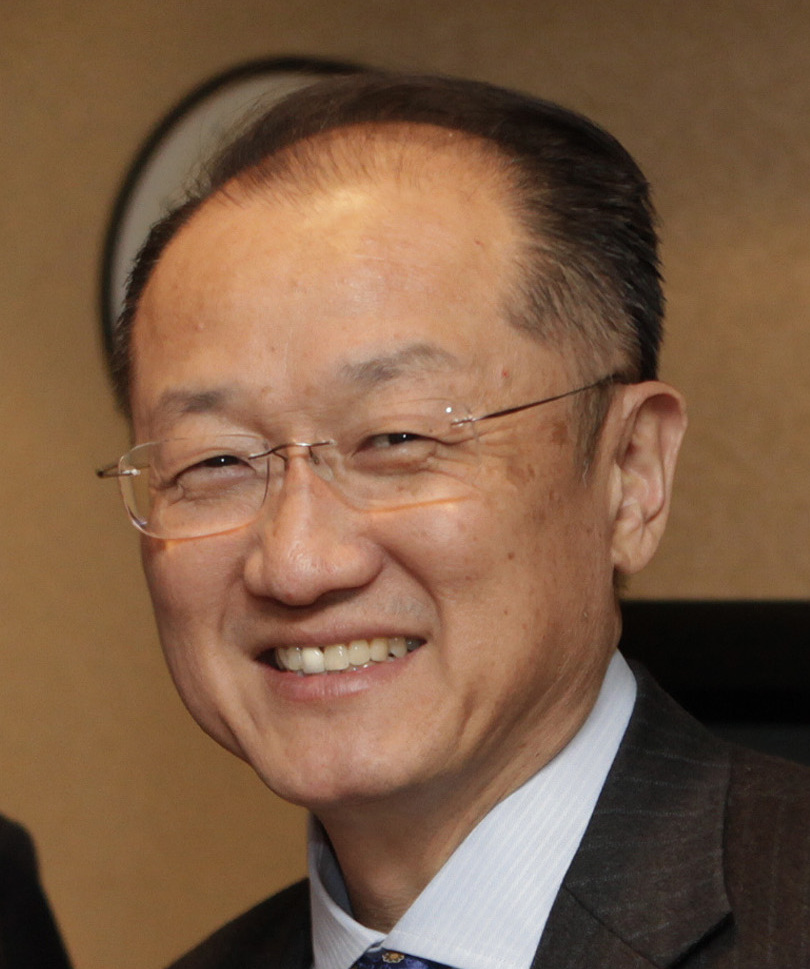
Banque mondiale Jim Yong Kim, Président
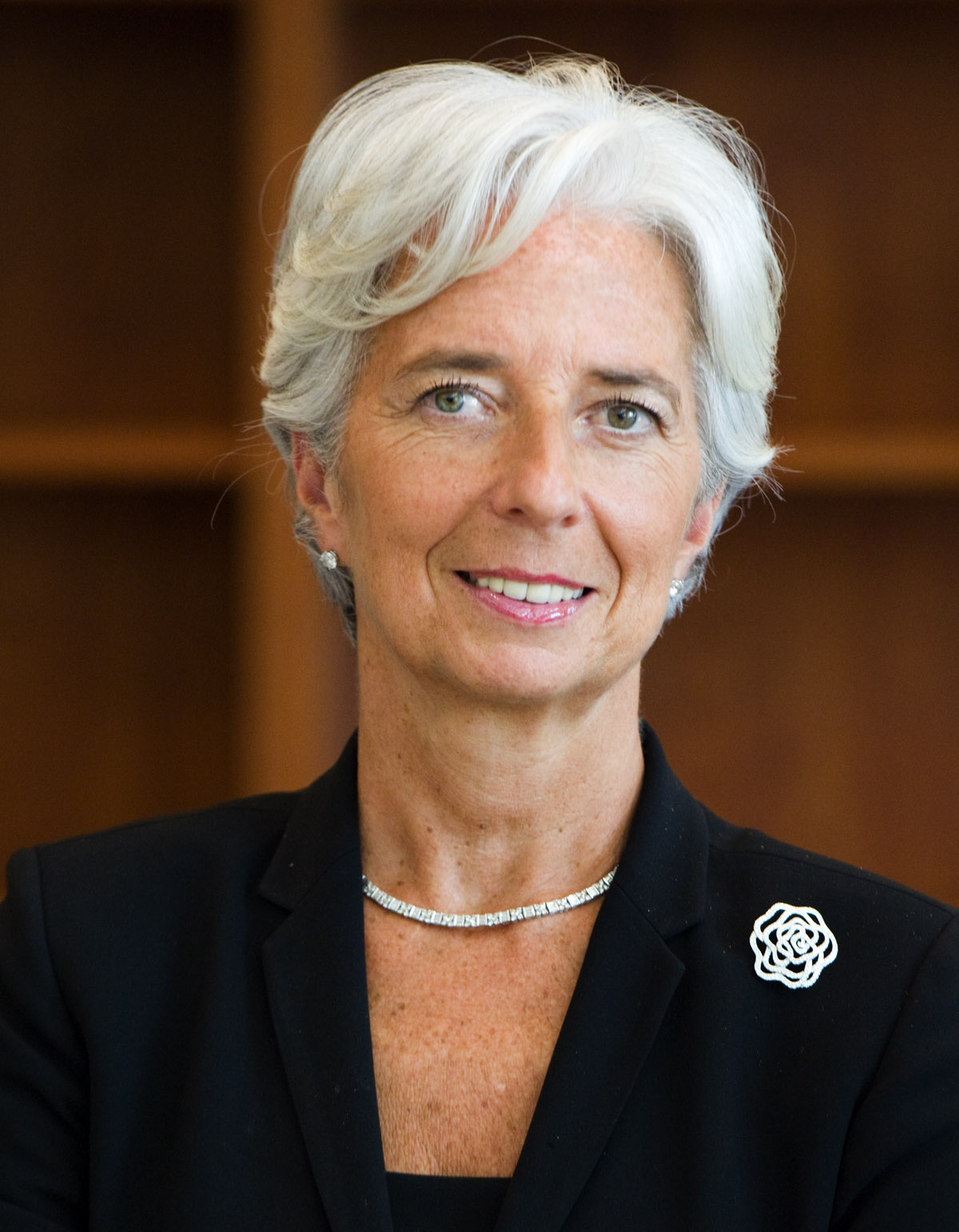
FMI Christine Lagarde, Directrice générale
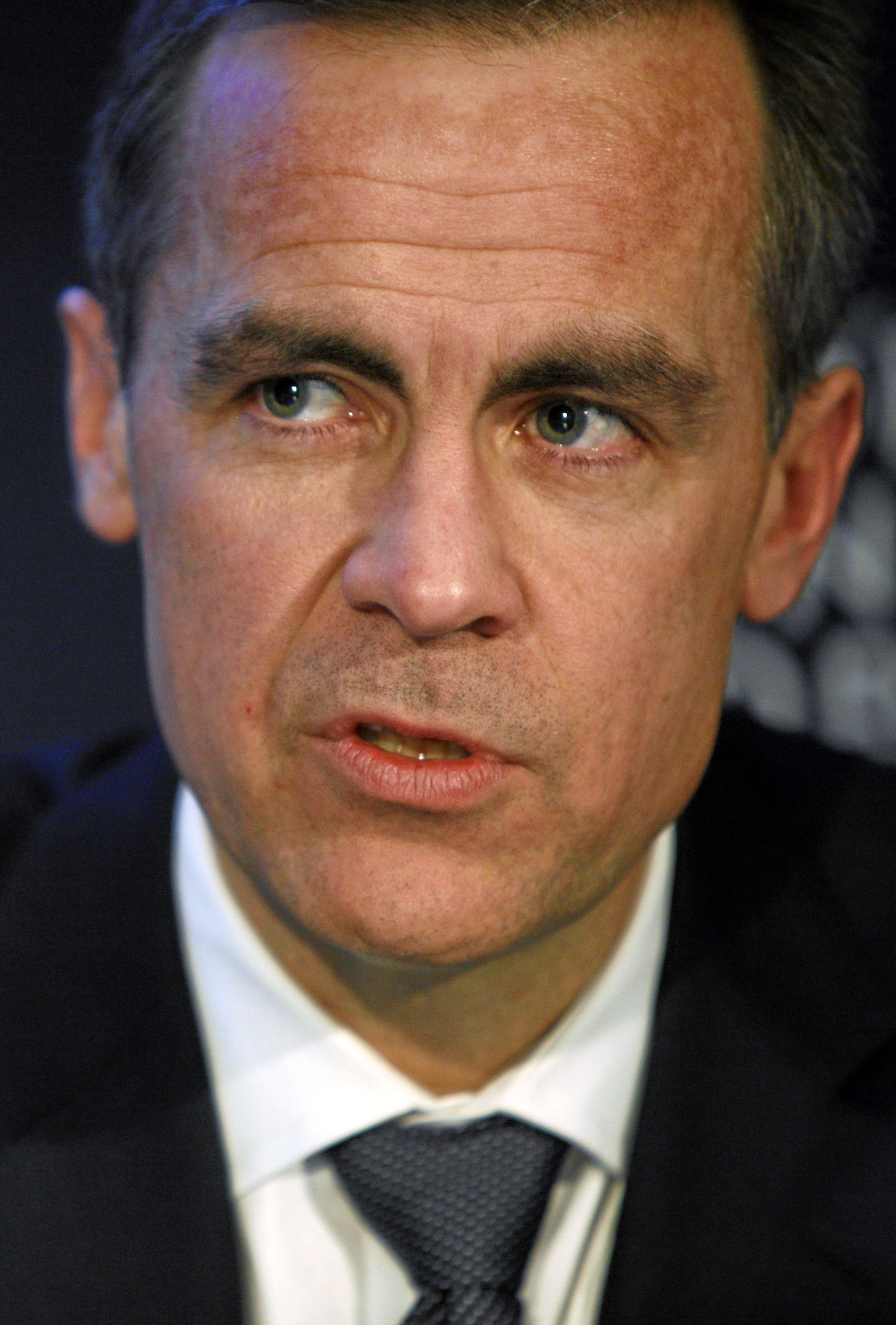
FSB Mark Carney, Président
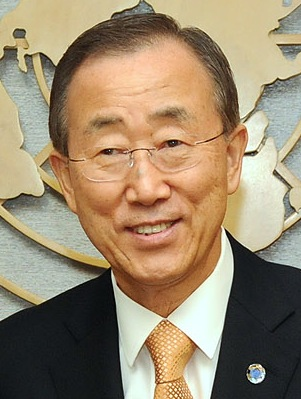
ONU Ban Ki-moon, Secrétaire général
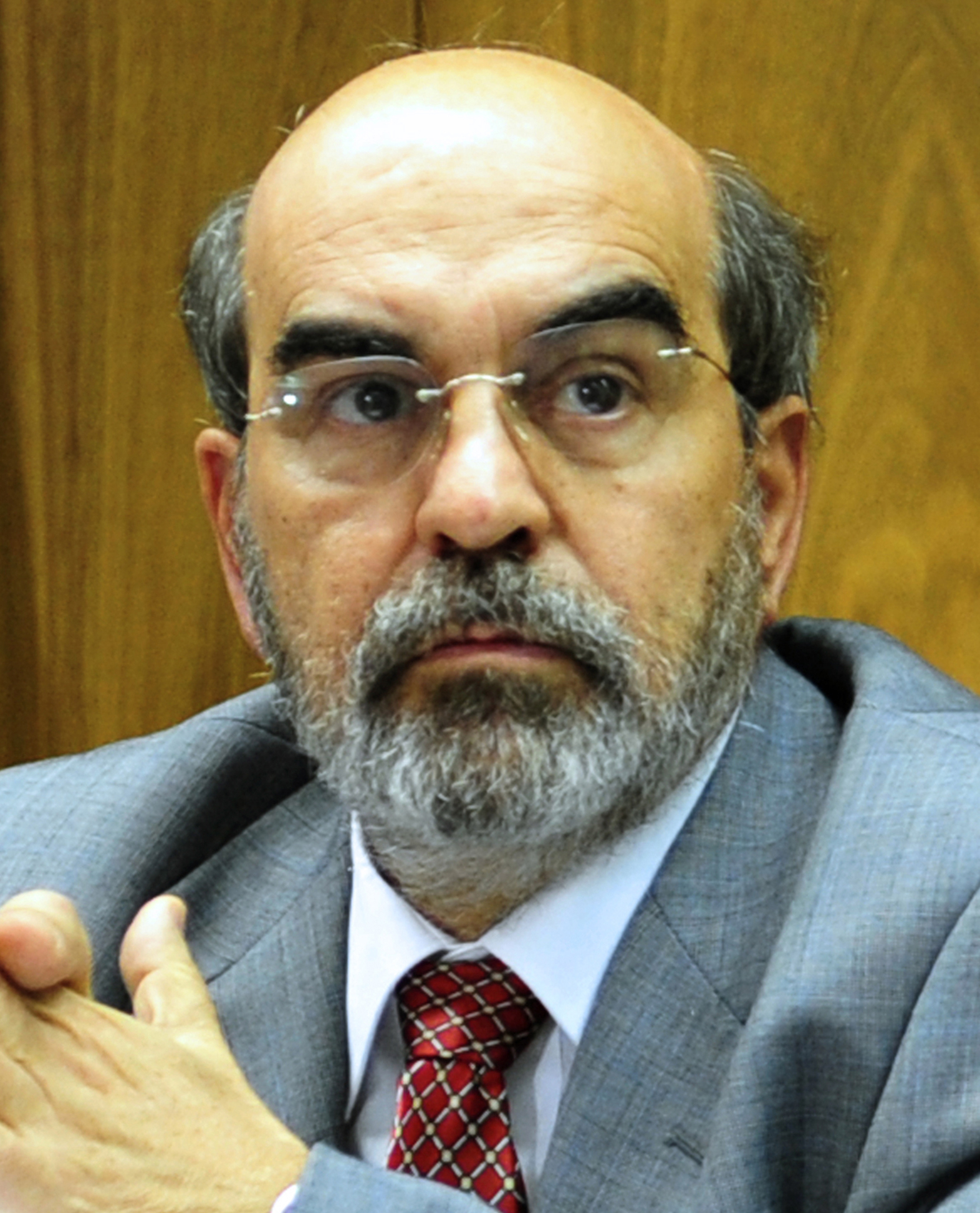
ONUAA José Graziano da Silva, Directeur général
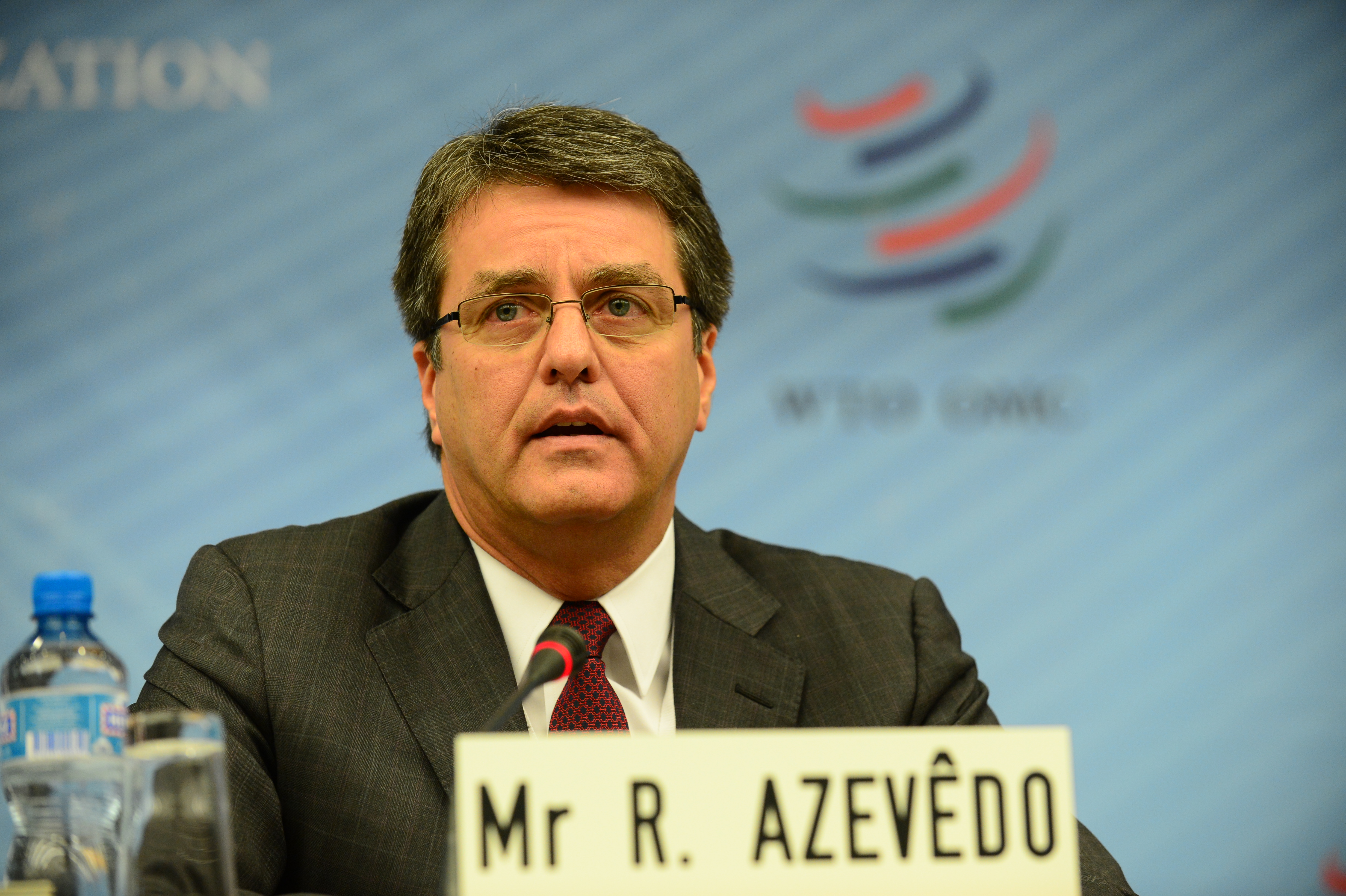
OMC Roberto Azevêdo, Directeur général
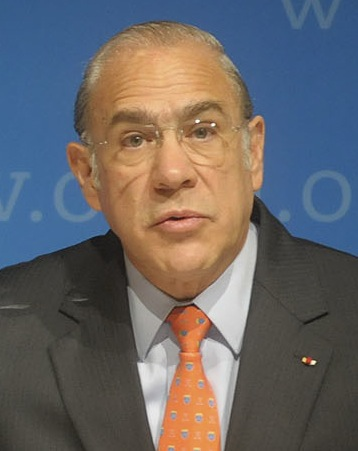
OCDE José Ángel Gurría, Secrétaire général

Pays membres

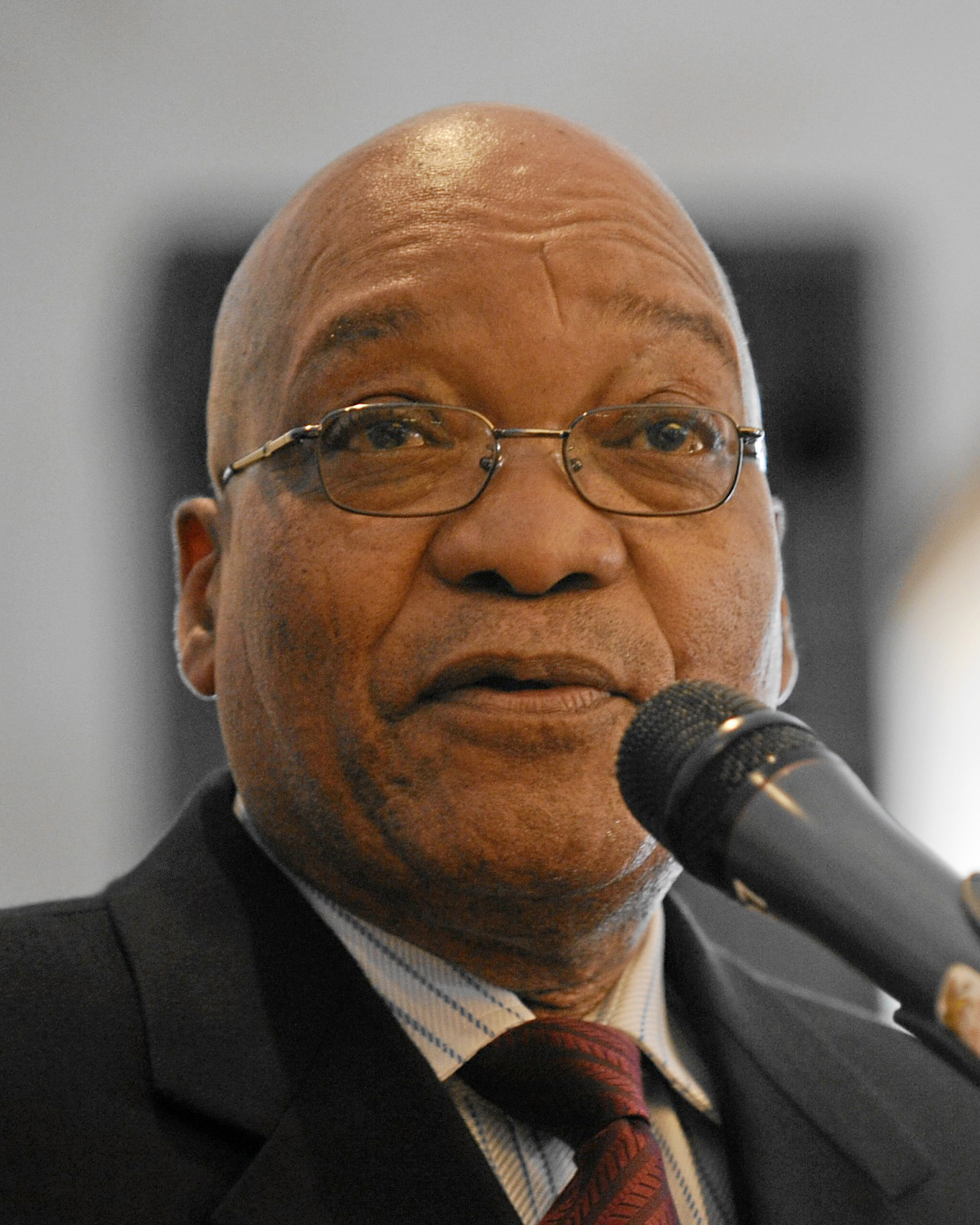
Afrique du Sud Jacob Zuma, Président
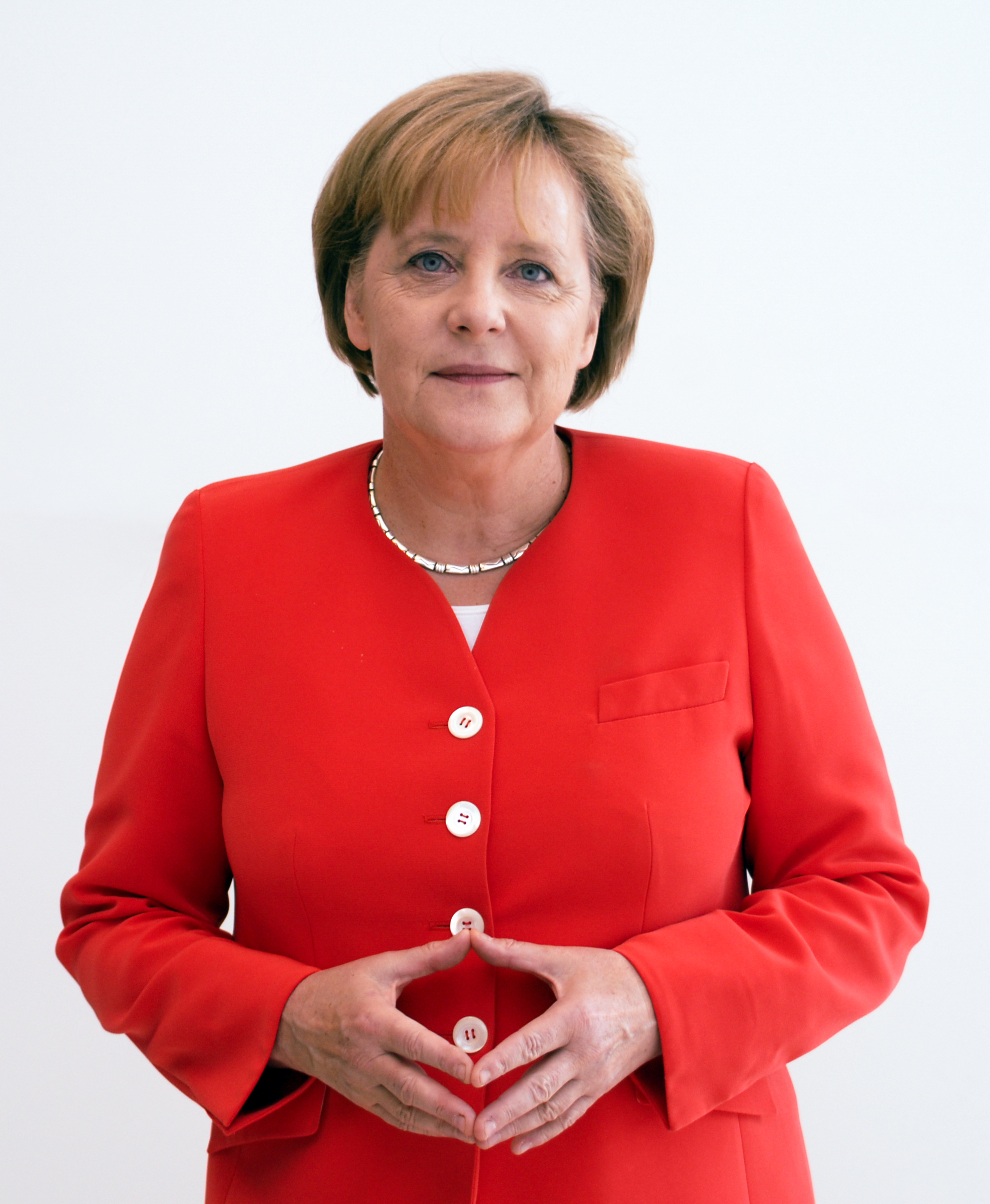
Allemagne Angela Merkel, Chancelière
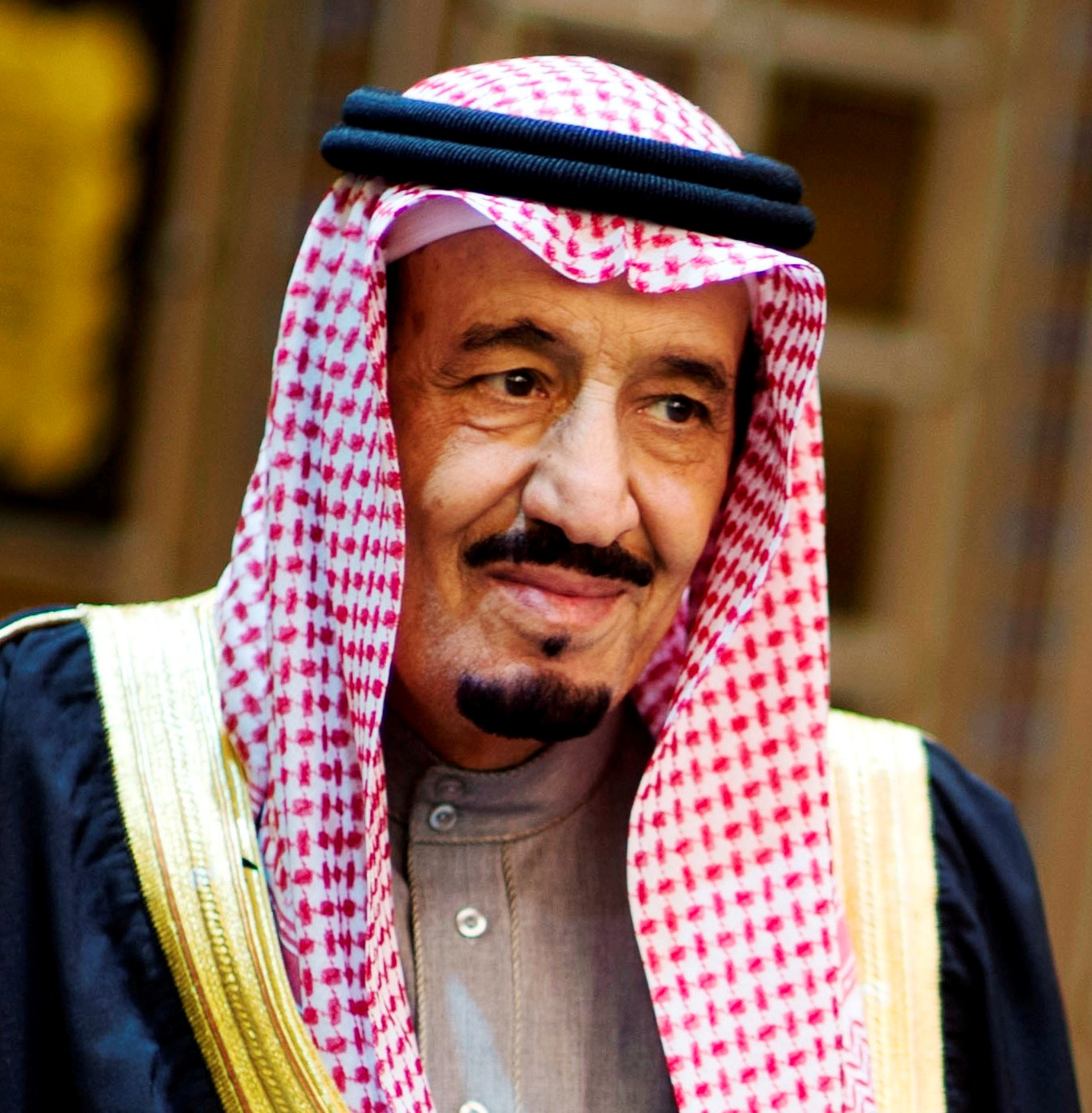
Arabie saoudite Salmane ben Abdelaziz Al Saoud, Roi
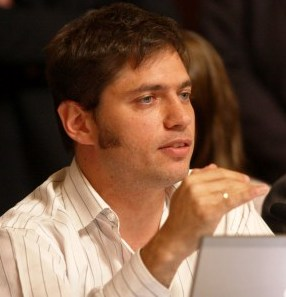
Argentine Axel Kicillof, ministre de l'Économie
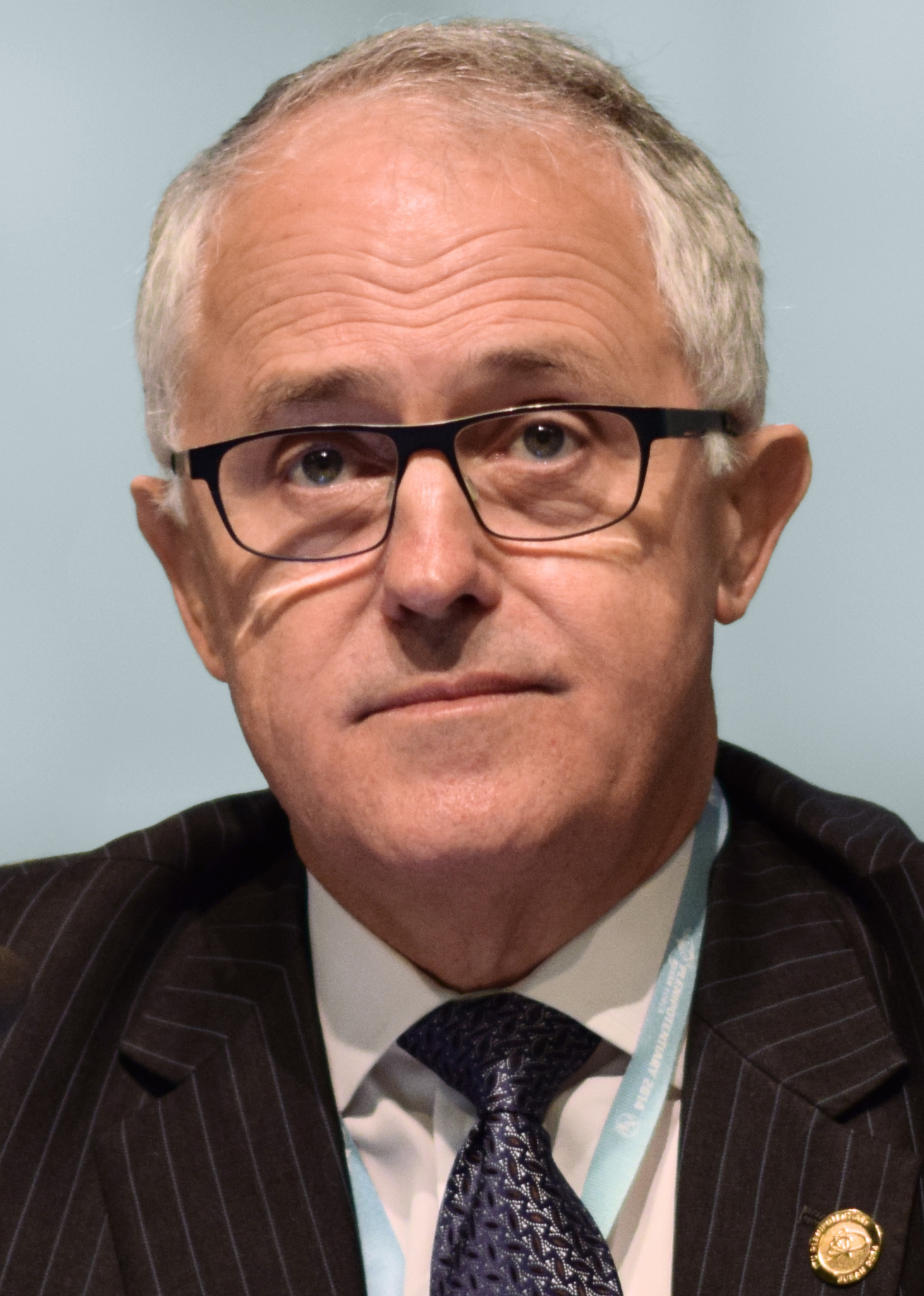
Australie Malcolm Turnbull, Premier ministre
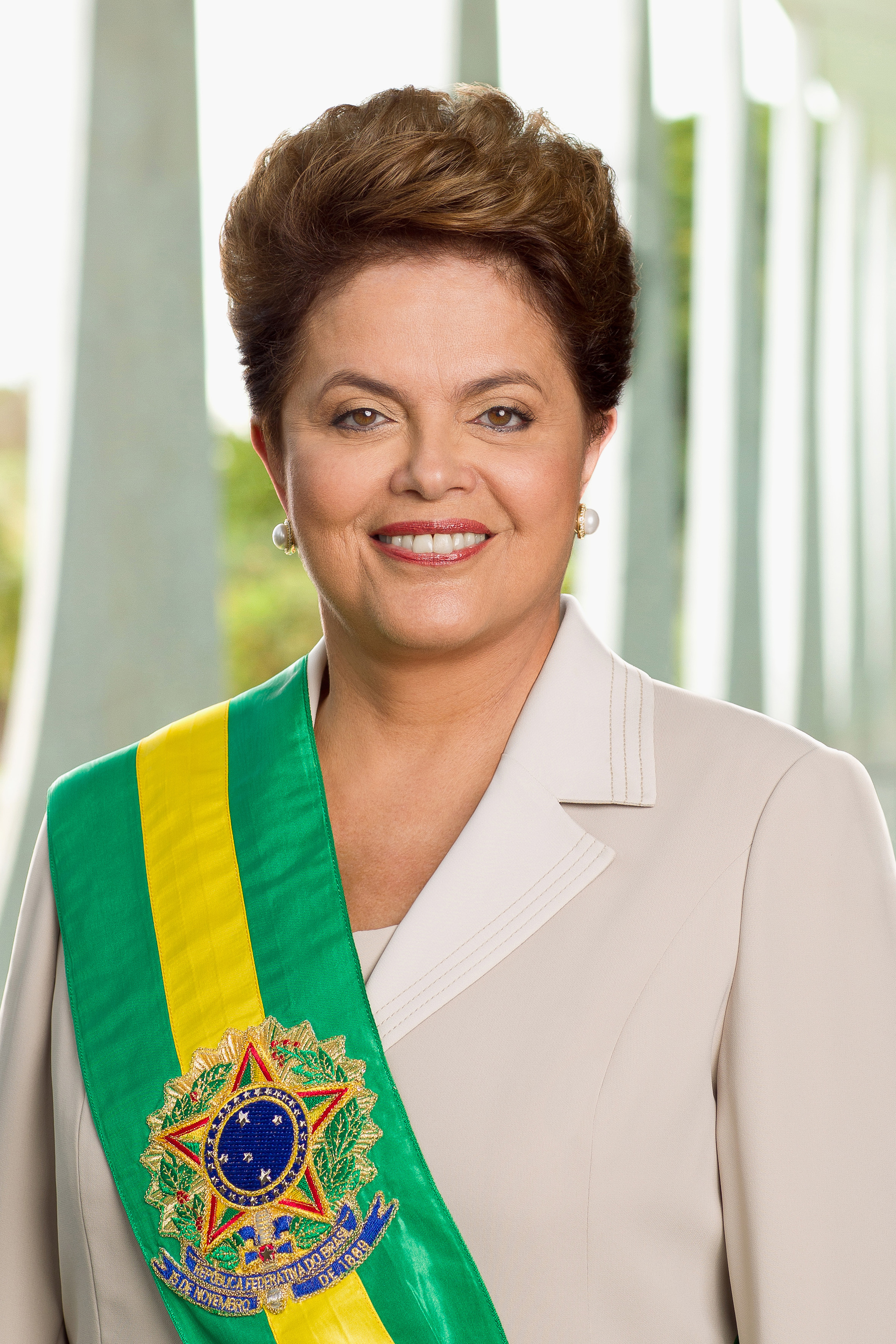
Brésil Dilma Rousseff, Présidente
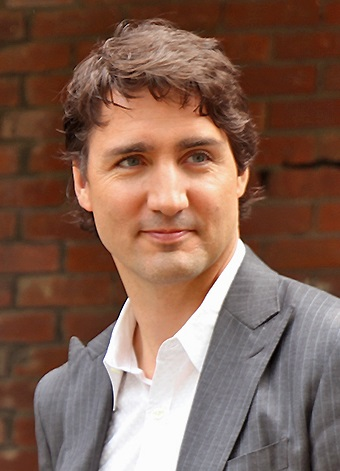
Canada Justin Trudeau, Premier ministre
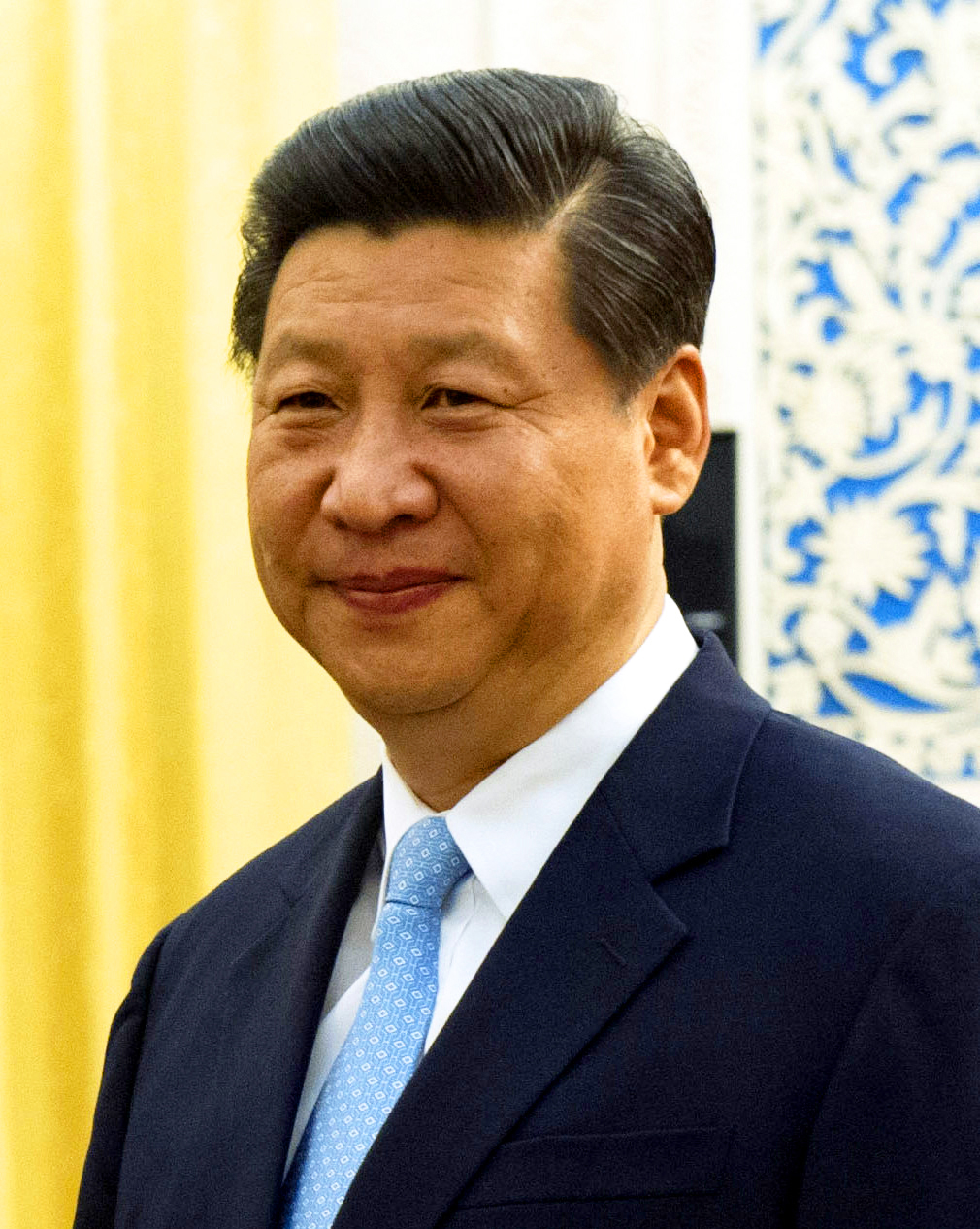
Chine Xi Jinping, Président
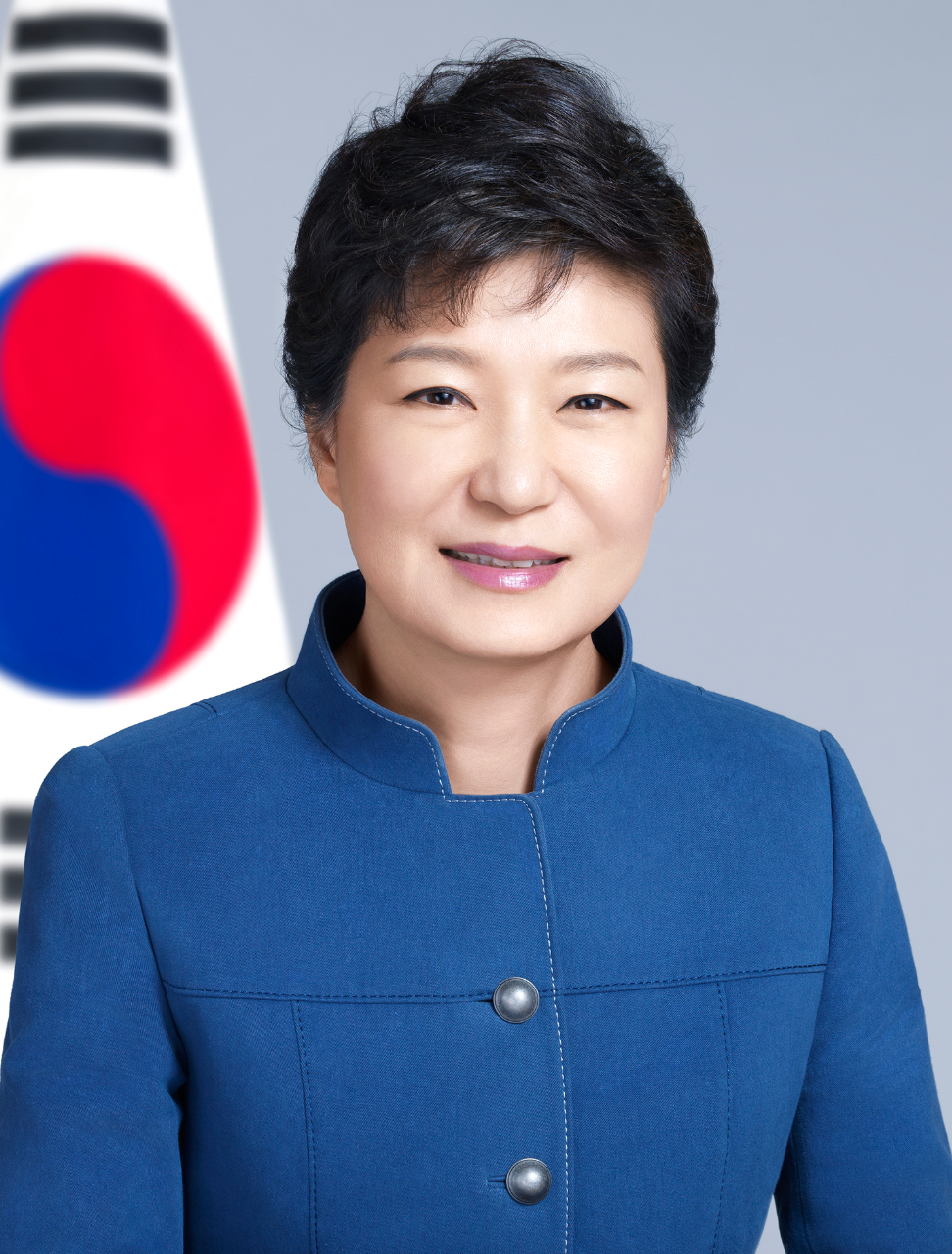
Corée du Sud Park Geun-hye, Présidente
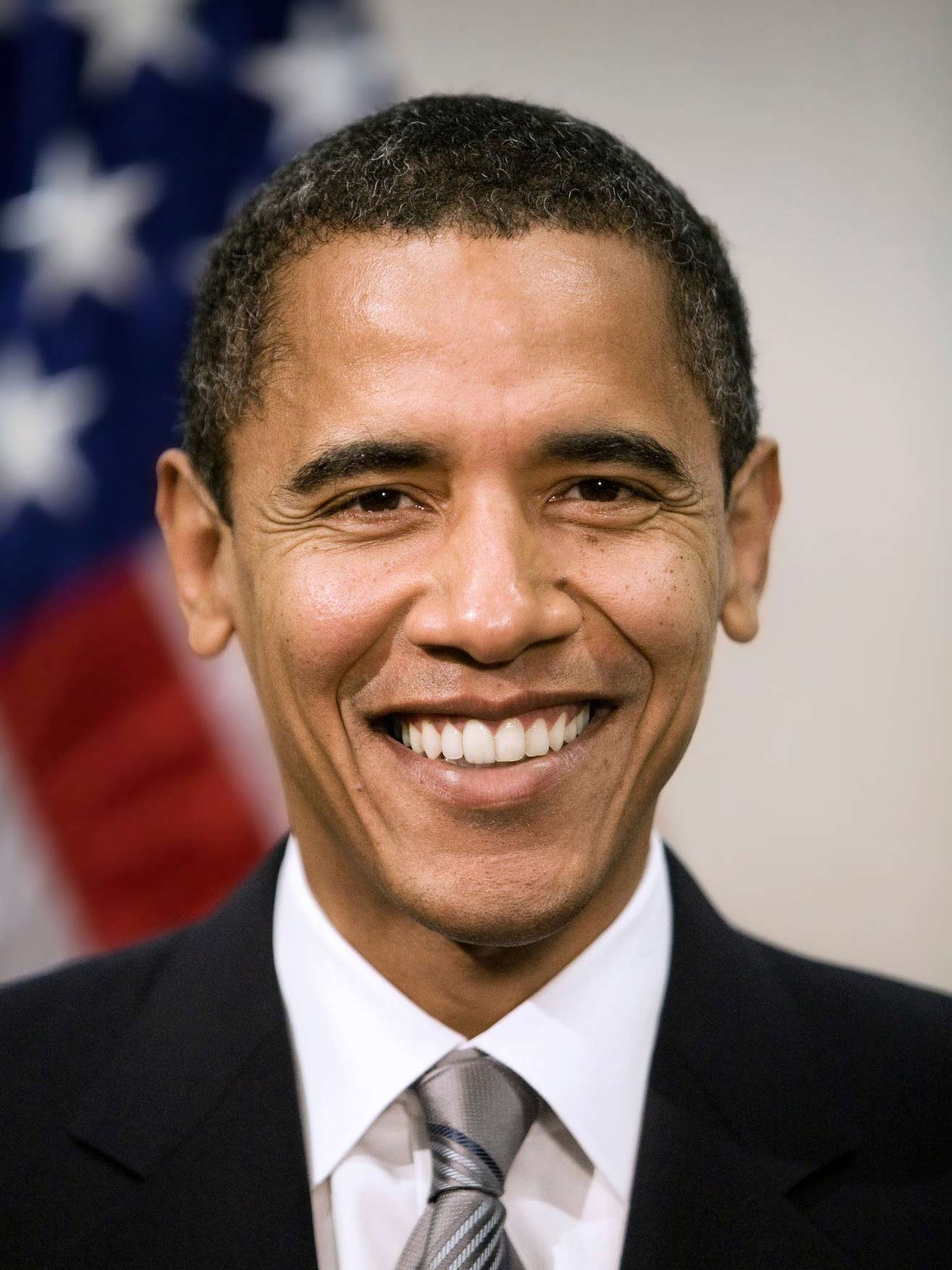
États-Unis Barack Obama, Président
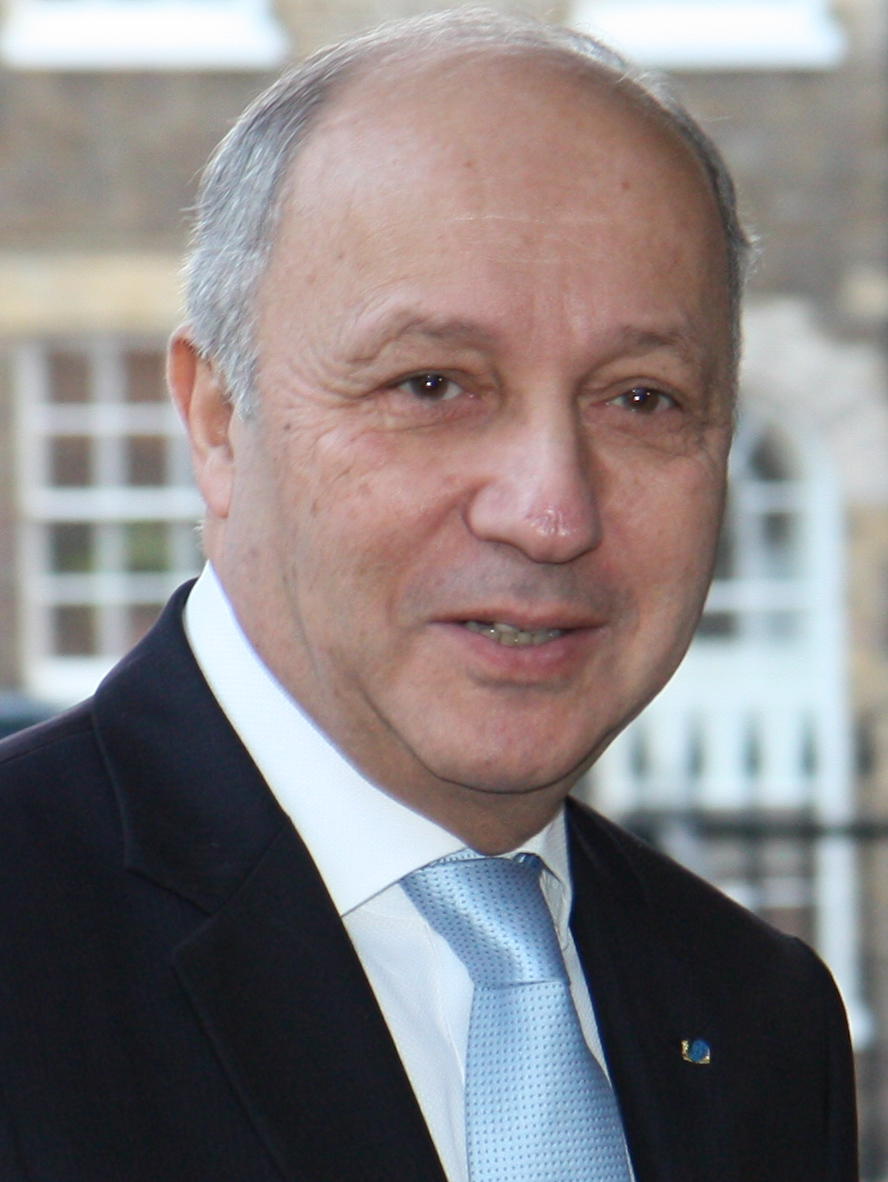
France Laurent Fabius[2], Ministre des Affaires étrangères et du Développement international
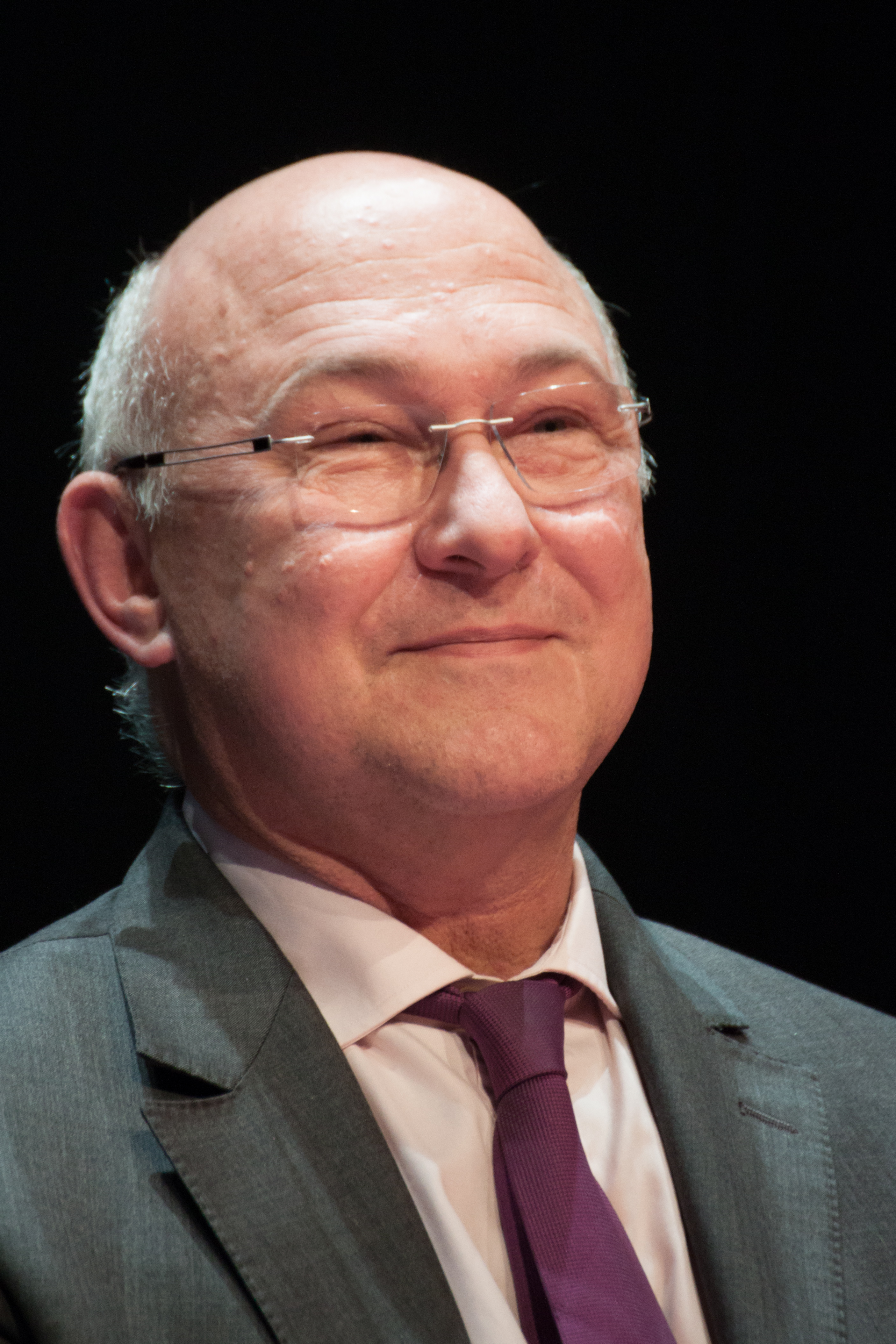
France Michel Sapin[2], Ministre des Finances et des Comptes Publics
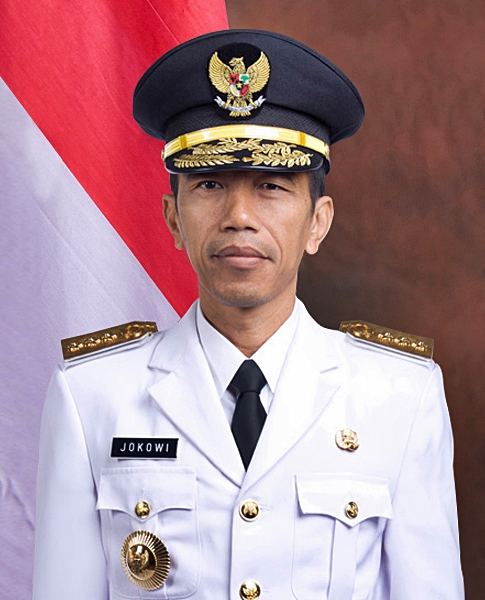
Indonésie Joko Widodo, Président
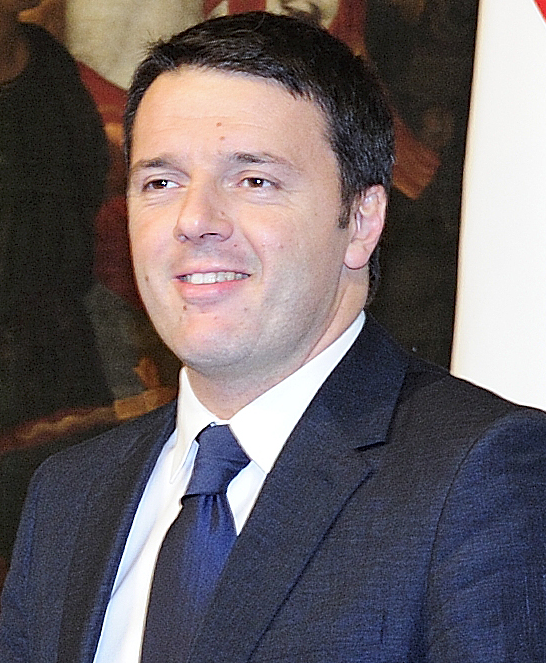
Italie Matteo Renzi, Président du Conseil
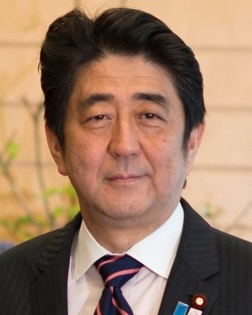
Japon Shinzo Abe, Premier ministre
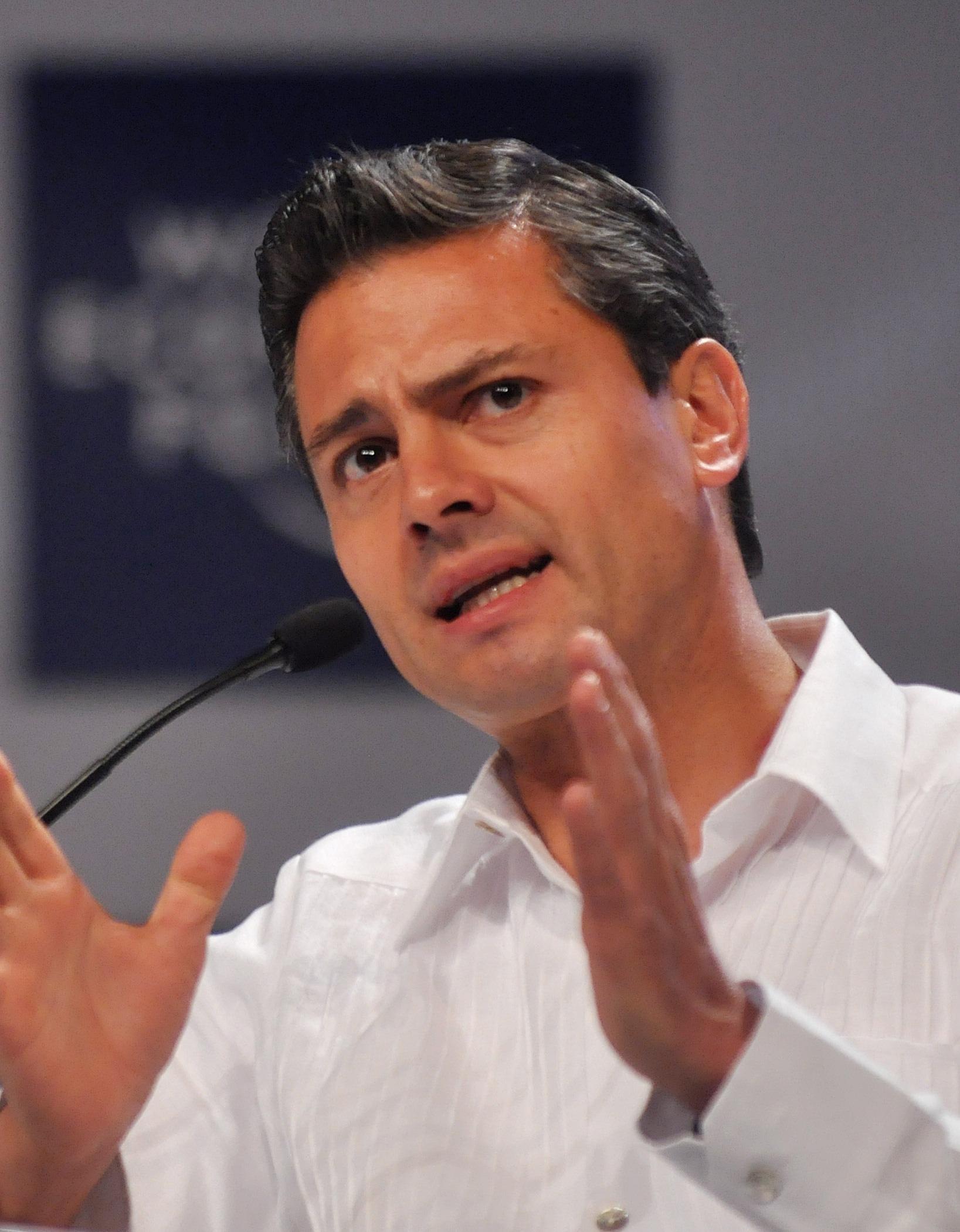
Mexique Enrique Peña Nieto, Président
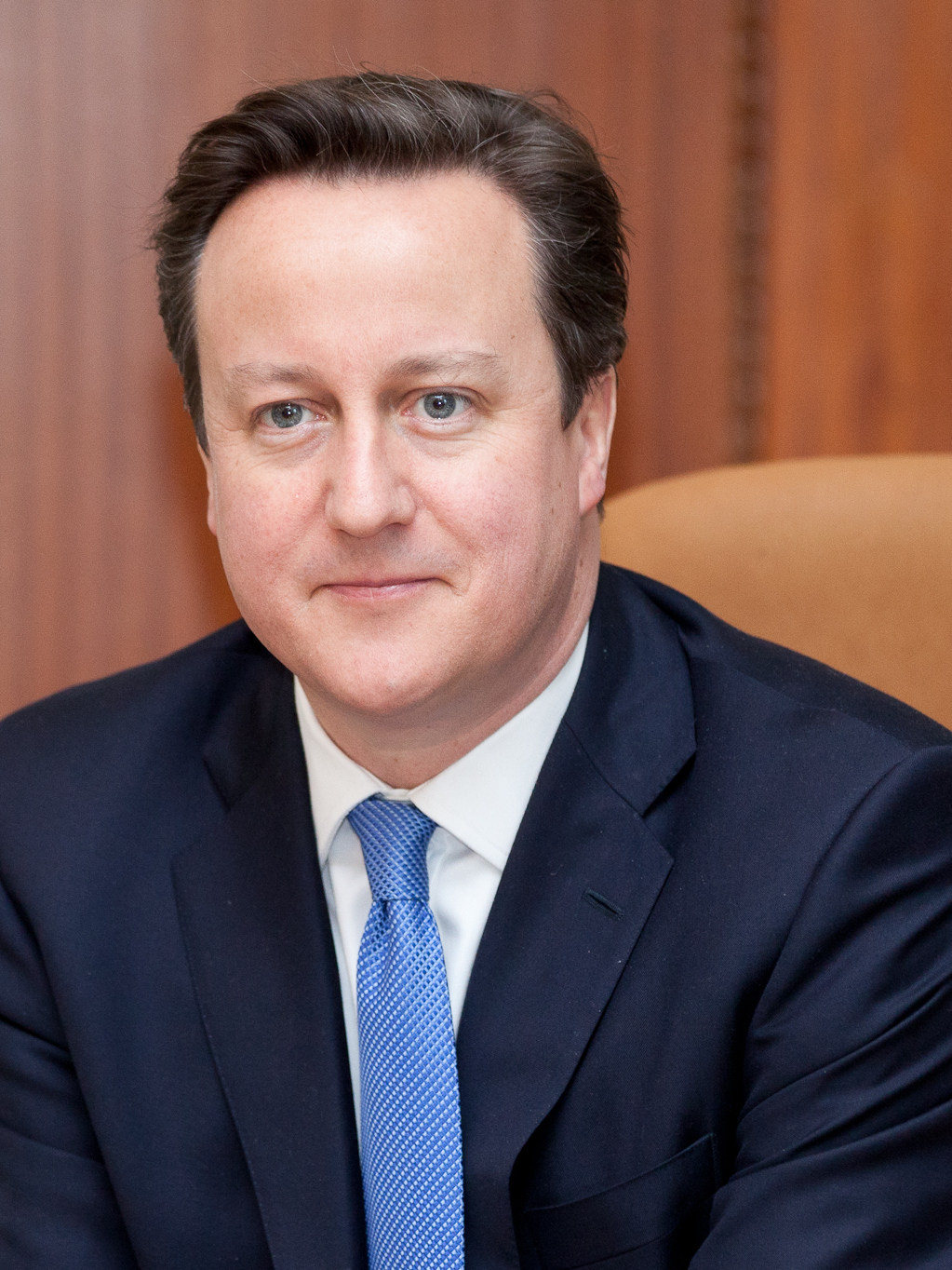
Royaume-Uni David Cameron, Premier ministre
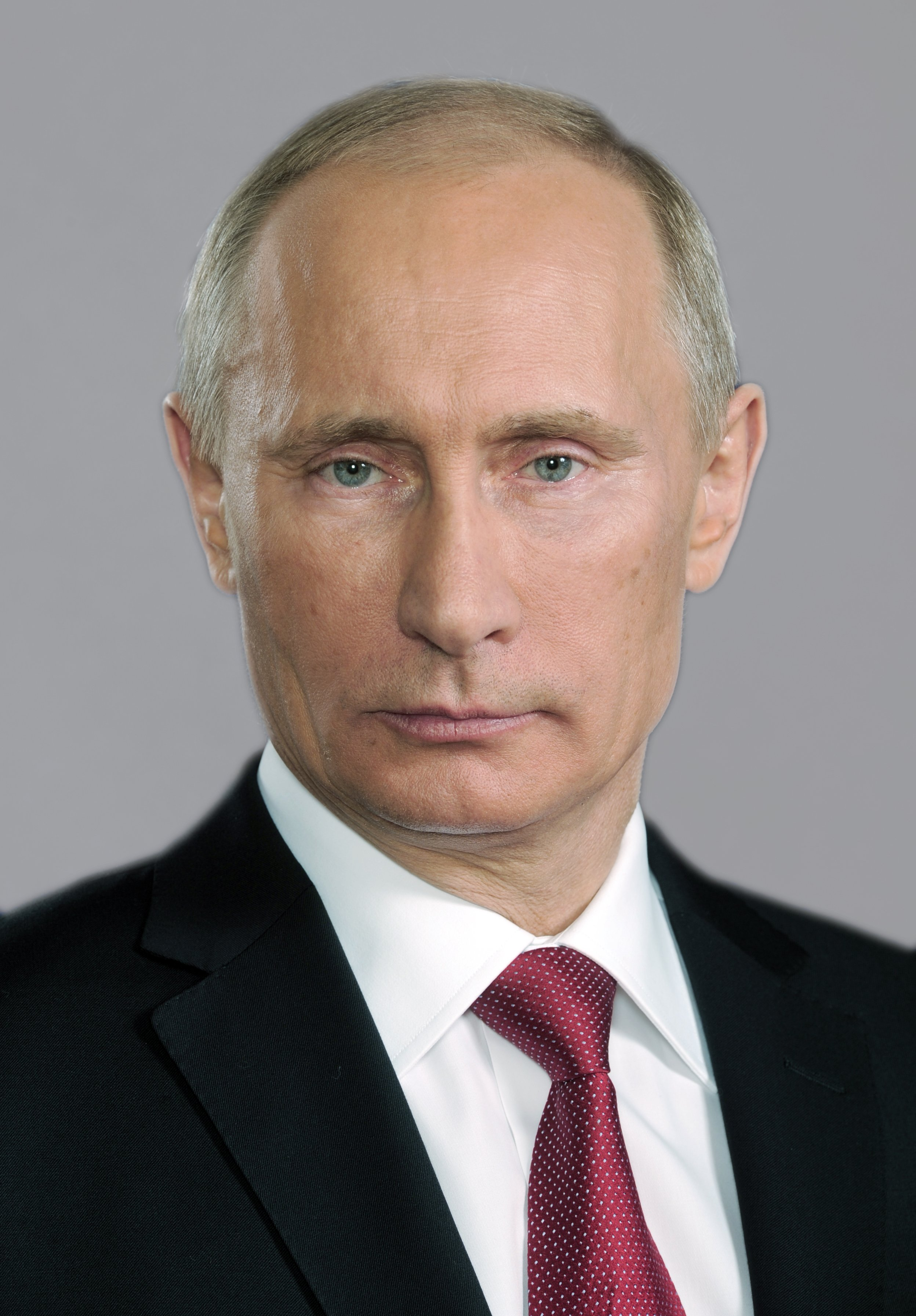
Russie Vladimir Poutine, Président
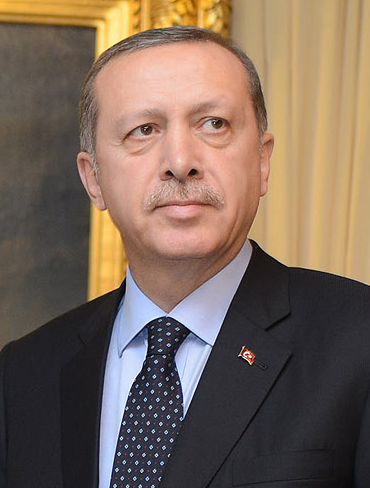
Turquie Recep Tayyip Erdoğan, Président
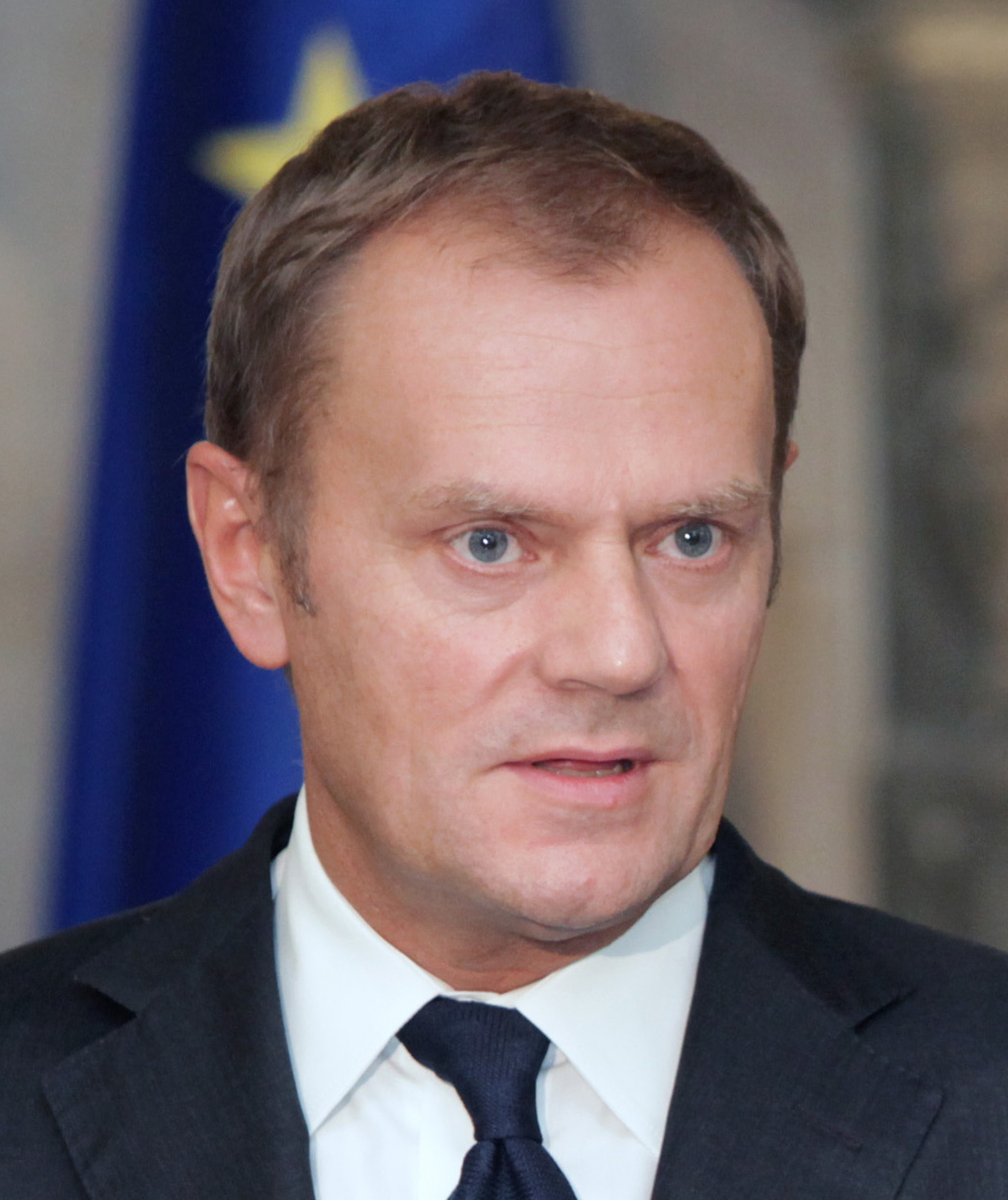
Union européenne Donald Tusk, Président du Conseil européen
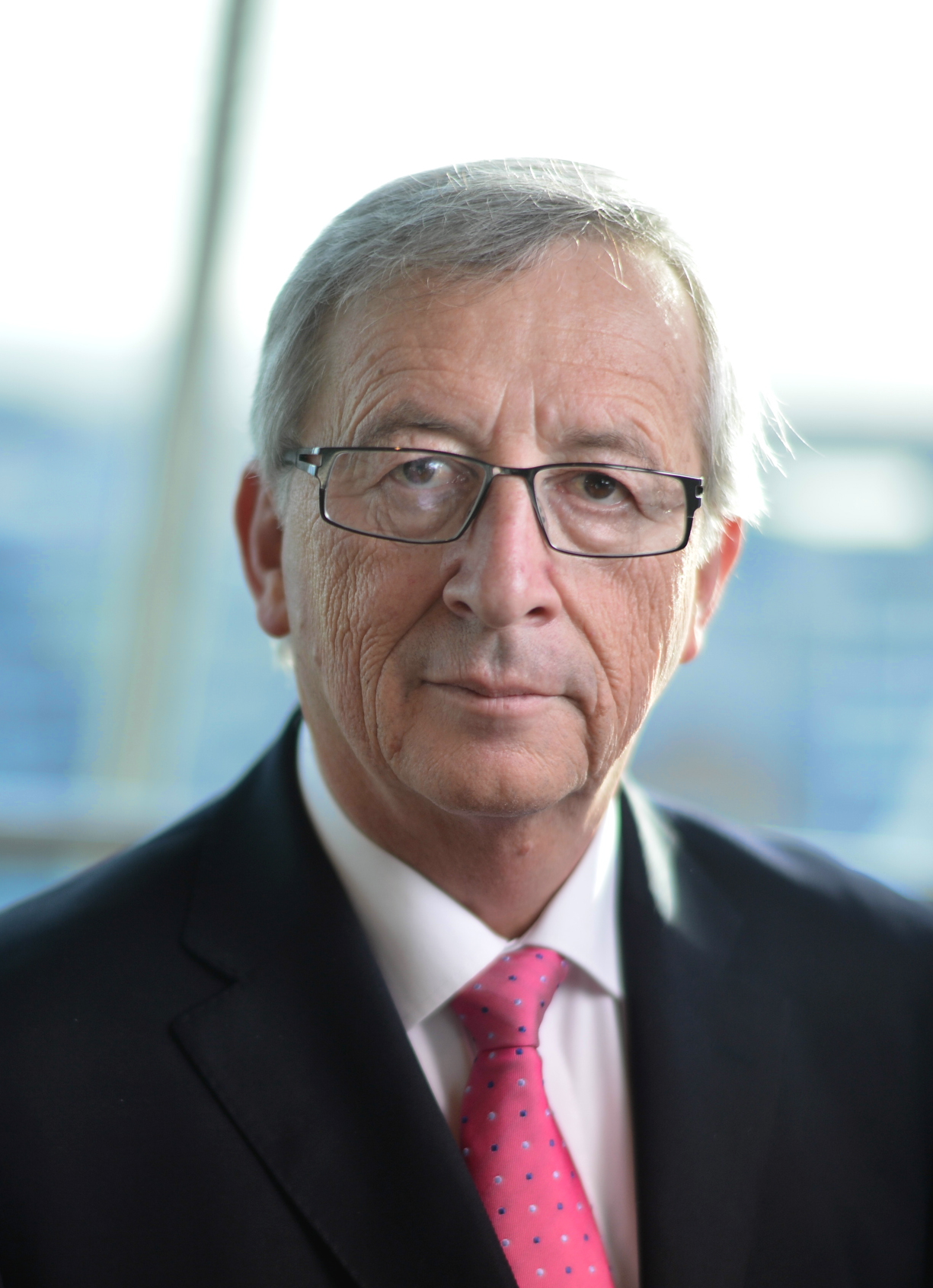
Union européenne Jean-Claude Juncker, Président de la Commission européenne

Pays invités
- Azerbaïdjan
Ilham Aliyev, Président
- Espagne
Mariano Rajoy, Président du gouvernement
- Malaisie
Najib Razak, Premier ministre
- Sénégal
Macky Sall, Président
- Singapour
Lee Hsien Loong, Premier ministre
- Zimbabwe
Robert Mugabe, Président

Organisations internationales
- Banque mondiale
Jim Yong Kim, Président
- FMI
Christine Lagarde, Directrice générale
- FSB
Mark Carney, Président
- ONU
Ban Ki-moon, Secrétaire général
- ONUAA
José Graziano da Silva, Directeur général
- OMC
Roberto Azevêdo, Directeur général
- OCDE
José Ángel Gurría, Secrétaire général

### François Hollande
En raison des attentats à Paris du vendredi 13 novembre 2015, le président de la République française François Hollande ne s'est pas rendu au sommet du G20 de 2015. La France était représentée par le ministre des Affaires étrangères et du Développement international Laurent Fabius et par le ministre des Finances et des Comptes publics Michel Sapin.